# Celje (comune)
Celje (ufficialmente in sloveno Mestna občina Celje) è un comune cittadino (mestna občina) della Slovenia. Ha una popolazione di 49 377 abitanti ed un'area di 94,9 km². Appartiene alla regione statistica della Savinjska, della quale è capoluogo. La sede del comune si trova nella città di Celje.

## Geografia antropica

### Suddivisioni amministrative
Il comune cittadino di Celje è formato da 39 insediamenti (naselja):
- Brezova
- Bukovžlak
- Celje, insediamento capoluogo comunale

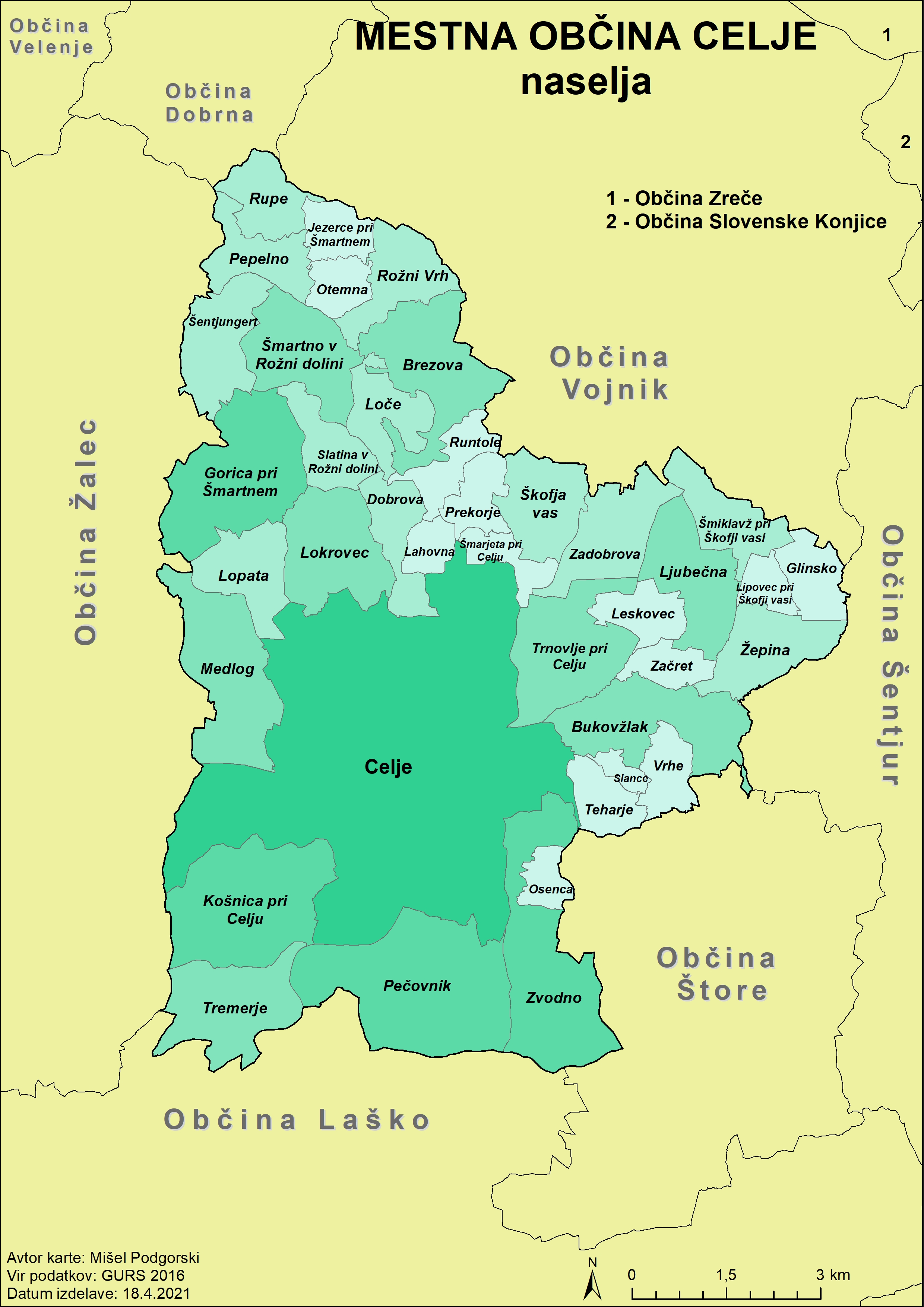
Mappa degli insediamenti del comune

- Dobrova
- Glinsko
- Gorica pri Šmartnem
- Jezerce pri Šmartnem
- Košnica pri Celju
- Lahovna
- Leskovec
- Lipovec pri Škofji Vasi
- Ljubečna
- Loče
- Lokrovec
- Lopata
- Medlog
- Osenca
- Otemna
- Pečovnik
- Pepelno
- Prekorje
- Rožni Vrh
- Runtole
- Rupe
- Slance
- Šentjungert
- Škofja Vas
- Slance
- Šmarjeta pri Celju
- Šmartno v Rožni Dolini
- Šmiklavž pri Škofji Vasi
- Teharje
- Tremerje
- Trnovlje pri Celju
- Vrhe
- Začret
- Zadobrova
- Žepina
- Zvodno

## Amministrazione
| Periodo | Periodo   | Primo cittadino | Partito | Carica  | Note       |
| ------- | --------- | --------------- | ------- | ------- | ---------- |
| 1998    | in carica | Bojan Šrot      | SLS     | sindaco | 4º mandato |

### Comunità locali
Celje conta 10 distretti (mestne četrti) e 9 comunità locali (krajevne skupnosti):
| Distretti - Centro (Center) - Dečkovo naselje - Dolgo polje - Gaberje - Hudinja - Karel Destovnik Kajuh - Lava - Nova vas - Savinja - Slavko Šlander | Comunità locali - Aljažev hrib - Ljubečna - Medlog - Ostrožno - Pod gradom - Škofja vas - Šmartno v Rožni dolini - Teharje - Trnovlje |

### Gemellaggi
- Doboj, dal 1965
- Grevenbroich, dal 1986
- Singen, dal 1990
- Slavonski Brod, dal 2010

In rapporti di amicizia con:
- Budua
- Čerepovec
- Ćuprija
- Graz
- Spittal an der Drau